# Schaatsen op de Olympische Winterspelen 2002 - 3000 meter vrouwen
De 3000 meter vrouwen op de Olympische Winterspelen 2002 werd op zondag 10 februari 2002 in de Utah Olympic Oval in Salt Lake City, Verenigde Staten verreden.

## Tijdschema
| Datum              | Lokale tijd | MET  |
| ------------------ | ----------- | ---- |
| zondag 10 februari | 13:00       | 6:00 |

## Records
| Titelhouder      | Gunda Niemann     | Duitsland |         |
| Wereldrecord     | Claudia Pechstein | Canada    | 3.59,26 |
| Olympisch record | Gunda Niemann     | Duitsland | 4.07,29 |

## Verslag
Tijdens de zestien verreden ritten werd het Olympisch Record viermaal verbroken, uiteindelijk door winnaar Claudia Pechstein, die in de voorlaatste rit startte.
De titelverdediger was Gunda Niemann-Stirnemann, maar zij was intussen moeder geworden, en had in 2002 geen wedstrijden meer gereden, en was daarmee afwezig deze editie. Claudia Pechstein was de houder van het wereldrecord op de 3000 meter, 11 maanden eerder verreden in Calgary, op 2 maart 2001.
Friesinger was als eerste onder de vier minuten gedoken, Pechstein reed op een gelijk schema in de een-na-laatste rit, en wist onder Friesinger te duiken in de laatste twee ronden. In de laatste rit reed Renate Groenewold een gelijk schema als Pechstein, maar moest in de laatste twee rondes toch nog wat prijs geven, waarmee Pechstein de nieuwe Olympisch kampioen werd. Groenewold haalde daarmee een tweede plek, de Canadese Cindy Klassen was in het kielzog van Pechstein meegesleept naar een derde plek.

## Statistieken

### Uitslag
| #      | Naam                     | Land | Tijd    | Verschil |
| ------ | ------------------------ | ---- | ------- | -------- |
| Goud   | Claudia Pechstein        | GER  | 3.57,70 | OR       |
| Zilver | Renate Groenewold        | NED  | 3.58,94 | + 1,25   |
| Brons  | Cindy Klassen            | CAN  | 3.58,97 | + 1,27   |
| 4      | Anni Friesinger          | GER  | 3.59,39 | + 1.69   |
| 5      | Tonny de Jong            | NED  | 4.00,49 | + 2.79   |
| 6      | Maki Tabata              | JPN  | 4.03,63 | + 5.93   |
| 7      | Jennifer Rodriguez       | USA  | 4.04,99 | + 7.29   |
| 8      | Kristina Groves          | CAN  | 4.06,44 | + 8.74   |
| 9      | Emese Nemeth-Hunyady     | AUT  | 4.06,55 | + 8.85   |
| 10     | Clara Hughes             | CAN  | 4.06,57 | + 8.87   |
| 11     | Gretha Smit              | NED  | 4.07,41 | + 9.71   |
| 12     | Daniela Anschütz         | GER  | 4.07,55 | + 9.85   |
| 13     | Catherine Raney          | USA  | 4.07,59 | + 9.89   |
| 14     | Varvara Barysjeva        | RUS  | 4.08,02 | + 10.32  |
| 15     | Tatyana Trapeznikova     | RUS  | 4.08,49 | + 10.79  |
| 16     | Ljoedmila Prokasjeva     | KAZ  | 4.09,74 | + 12.04  |
| 17     | Valentina Jaksjina       | RUS  | 4.11,48 | + 13.78  |
| 18     | Nami Nemoto              | JPN  | 4.11,92 | + 14.22  |
| 19     | Eriko Seo                | JPN  | 4.12,33 | + 14.63  |
| 20     | Gao Yang                 | CHN  | 4.12,39 | + 14.69  |
| 21     | Annie Driscoll           | USA  | 4.15,61 | + 17.91  |
| 22     | Nicola Mayr              | ITA  | 4.15,79 | + 18.09  |
| 23     | Zhang Xiaolei            | CHN  | 4.16,53 | + 18.83  |
| 24     | Andrea Jakab             | ROU  | 4.17,03 | + 19.33  |
| 25     | Baek Eun-bi              | KOR  | 4.18,15 | + 20.45  |
| 26     | Katarzyna Bachleda-Curuś | POL  | 4.19,10 | + 21.40  |
| 27     | Marina Poepina           | KAZ  | 4.20,04 | + 22.34  |
| 28     | Anzhelika Gavrilova      | KAZ  | 4.20,36 | + 22.66  |
| 29     | Daniela Oltean           | ROU  | 4.21,73 | + 24.03  |
| 30     | Ilonda Lūse              | LAT  | 4.23,13 | + 25.43  |
| 31     | Olena Miahkykh           | UKR  | 4.24,64 | + 26.94  |
| 32     | Svetlana Tsjepelnikova   | BLR  | 4.24,96 | + 27.26  |

### Loting
| Rit | Baan   | Schaatser                | Tijd (rang) |
| --- | ------ | ------------------------ | ----------- |
| 1   | Binnen | Daniela Oltean           | 4:21.73     |
| 1   | Buiten | Zhang Xiaolei            | 4:16.53     |
| 2   | Binnen | Marina Poepina           | 4:20.04     |
| 2   | Buiten | Olena Miahkykh           | 4:24.64     |
| 3   | Binnen | Annie Driscoll           | 4:15.61     |
| 3   | Buiten | Anzhelika Gavrilova      | 4:20.36     |
| 4   | Binnen | Ilonda Lūse              | 4:23.13     |
| 4   | Buiten | Baek Eun-bi              | 4:18.15     |
| 5   | Binnen | Ljoedmila Prokasjeva     | 4:24.96     |
| 5   | Buiten | Svetlana Tsjepelnikova   | 4:09.74     |
| 6   | Binnen | Emese Nemeth-Hunyady     | 4:06.55     |
| 6   | Buiten | Andrea Jakab             | 4:17.03     |
| 7   | Binnen | Daniela Anschütz         | 4:07.55     |
| 7   | Buiten | Clara Hughes             | 4:06.57     |
| 8   | Binnen | Catherine Raney          | 4:07.59     |
| 8   | Buiten | Nicola Mayr              | 4:15.79     |
| 9   | Binnen | Varvara Barysjeva        | 4:08.02     |
| 9   | Buiten | Gao Yang                 | 4:12.39     |
| 10  | Binnen | Kristina Groves          | 4:06.44     |
| 10  | Buiten | Gretha Smit              | 4:07.41     |
| 11  | Binnen | Nami Nemoto              | 4:11.92     |
| 11  | Buiten | Katarzyna Bachleda-Curuś | 4:19.10     |
| 12  | Binnen | Eriko Seo                | 4:12.33     |
| 12  | Buiten | Valentina Jaksjina       | 4:11.48     |
| 13  | Binnen | Jennifer Rodriguez       | 4:04.99     |
| 13  | Buiten | Anni Friesinger          | 3:59.39     |
| 14  | Binnen | Maki Tabata              | 4:03.63     |
| 14  | Buiten | Tonny de Jong            | 4:00.49     |
| 15  | Binnen | Claudia Pechstein        | 3:57.70     |
| 15  | Buiten | Cindy Klassen            | 3:58.97     |
| 16  | Binnen | Renate Groenewold        | 3:58.94     |
| 16  | Buiten | Tatyana Trapeznikova     | 4:08.49     |

## IJs- en klimaatcondities
|                  | Start    | Eind     |
| ---------------- | -------- | -------- |
| Tijd             | 13:00    | 15:30    |
| Luchttemperatuur | 17,2 °C  | 17,8 °C  |
| IJstemperatuur   | -13,3 °C | -13,3 °C |
| Luchtvochtigheid | 16%      | 21%      |
| Luchtdruk        | 877 hPa  | 874 hPa  |

1960 · 
1964 · 
1968 · 
1972 · 
1976 · 
1980 · 
1984 · 
1988 · 
1992 · 
1994 · 
1998 · 
2002 · 
2006 · 
2010 · 
2014 · 
2018 ·
2022